# 阿拉貝拉·邱吉爾
阿拉貝拉·邱吉爾（Arabella Churchill，1648年2月23日—1730年5月30日）是英格蘭國王詹姆斯二世的一位情婦。在詹姆斯尚未登基時，阿拉貝拉·邱吉爾為他生了四個孩子。

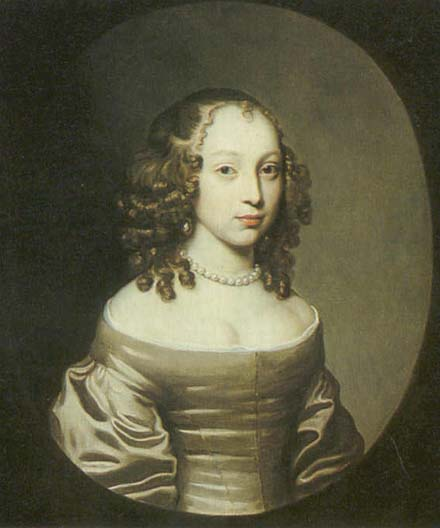
阿拉貝拉·邱吉爾

阿拉貝拉·邱吉爾是溫斯頓·邱吉爾爵士的女兒，他的弟弟是知名的陸軍將領馬爾博羅公爵約翰·邱吉爾。阿拉貝拉大約在1665年左右成為當時已婚的約克公爵詹姆斯的情婦，她與詹姆斯生有亨麗埃塔（Henrietta）、詹姆斯、亨利以及阿拉貝拉（Arabella）。其中長子詹姆斯在詹姆斯二世即位後被冊封為貝里克公爵，他的後代即為菲茨詹姆斯家族。她後來嫁給了查爾斯·戈佛瑞（Charles Godfrey），1730年去世。